# Симптом Стімсона
Симптом Сті́мсона (також лінія Стімсона, ознака Стімсона, англ. Stimson symptom; Stimson line or Stimson sign — діагностична ознака (симптом) при кору. Виникає у продромальному (довисипному) періоді цієї хвороби. Являє собою поперечну дрібну червону лінію кон'юнктивального запалення, різко розмежовану вздовж краю повік. Цей симптом з'являється ще до появи патогномонічного для кору симптому — плям Копліка, що може дати лікарю певну діагностичну підтримку, але не абсолютну.
Названий на честь американського педіатра Філіпа Моена Стімсона (лат. Philip Moen Stimson; роки життя 1888—1971), який вперше описав симптом у 1926 році.
Не є тотожним і не входить до корової тріади Стімсона — поєднання трьох діагностичних ознак у продромальному періоді кору.